# Bend Studio
Bend Studio ist ein US-amerikanischer Spieleentwickler und Tochtergesellschaft von Sony Interactive Entertainment. Das Studio wurde unter dem Namen Blank, Berlyn and Co. gegründet und firmierte zwischen 1993 und 2000 unter dem Namen Eidetic.

## Geschichte
Das Studio wurde von den ehemaligen Infocom-Mitarbeitern Marc Blank und Michael Berlyn Ende der 1980er-Jahre als Blank, Berlyn and Co. gegründet, um zunächst Sportspiele für den Apple Newton zu entwickeln.
Doch die Gründer wollten das Geschäftsfeld auf andere Plattformen ausdehnen. 1993 heuerten die Gründer den späteren Studioleiter Chris Reese an, benannten das Studio in Eidetic um und begannen mit der Entwicklung für die PlayStation-Konsole.
Das erste Spiel Bubsy 3D, eine Fortsetzung der Bubsy-Reihe, blieb im Vergleich mit dem etwa zeitgleich erschienenen Crash Bandicoot aber hinter den Erwartungen zurück. Mit der nächsten Entwicklung, dem Action-Spionage-Spiel Syphon Filter im Jahr 1999, legte das Unternehmen den Grundstein für eine mehrteilige Serie. Das Spiel entstand im Auftrag des Plattformherstellers Sony, der auf der Suche nach einem Konkurrenzprodukt zum Nintendo-Erfolgstitel GoldenEye 007 war.
Nach dem erfolgreichen ersten Titel übernahm Sony Computer Entertainment das Studio 2000 und benannte es in Bend Studio um. Bend Studio veröffentlichte in den nächsten Jahren sechs Nachfolger zu Syphon Filter auf Sonys Konsolen PlayStation, PlayStation 2 und PlayStation Portable. Es folgten mobile Umsetzungen der Sony-Marken Resistance für PlayStation Portable und Uncharted für PlayStation Vita. 2019 erschien mit Days Gone erstmals wieder ein Titel für eine stationäre Konsole.

## Veröffentlichte Titel
- 1996 Bubsy 3D (PlayStation)
- 1999 Syphon Filter (PlayStation)
- 2000 Syphon Filter 2 (PlayStation)
- 2001 Syphon Filter 3 (PlayStation)
- 2004 Syphon Filter: The Omega Strain (PlayStation 2)
- 2006 Syphon Filter: Dark Mirror (PlayStation Portable, PlayStation 2)
- 2007 Syphon Filter: Logan's Shadow (PlayStation Portable, PlayStation 2)
- 2009 Resistance: Retribution (PlayStation Portable)
- 2011 Uncharted: Golden Abyss (PlayStation Vita)
- 2012 Uncharted: Fight for Fortune (PlayStation Vita)
- 2019 Days Gone (PlayStation 4)